# یواس‌اس کیتی (اس‌پی-۶۶۰)
یواس‌اس کیتی (اس‌پی-۶۶۰) (به انگلیسی: USS Katie (SP-660)) یک کشتی بود که طول آن ۴۸ فوت (۱۵ متر) بود. این کشتی در سال ۱۹۱۵ ساخته شد.